# ورزشگاه پکن فنگتای
ورزشگاه پکن فنگتای (به لاتین: Beijing Fengtai Stadium) یک ورزشگاه در چین است که در پکن واقع شده‌است.